# Septofusidium berolinense
Septofusidium berolinense är en svampart som först beskrevs av Ola'h & H.-W. Ackerm., och fick sitt nu gällande namn av Samson 1974. Septofusidium berolinense ingår i släktet Septofusidium och familjen Nectriaceae.   Inga underarter finns listade i Catalogue of Life.